# Stigmella pandora
Stigmella pandora (лат.) — вид молей-малюток рода Stigmella (Nepticulinae) из семейства Nepticulidae.

## Распространение
Южная Америка: Перу, влажные высокогорные луга парамо, Анды (4000—4100 м), Dept. Lima, 45 км с.-в. Chosica, Millo Valley, Quabrada Yanac, 11°36'30"S, 76°24'18"W, а также Ancash Departamento, 35 км ю.-в. Huaraz, Cerro Cahuish, 9°40’50"S, 77°13’32"W, Quabrada Pucavado.

## Описание
Мелкие молевидные бабочки. Длина передних крыльев самцов 4,6—4,7 мм, размах — 9,7—10 мм (самки мельче). Цвет золотисто-коричневый. Жгутик усика самцов состоит из 42 члеников. Гусеницы и биология неизвестны. Имаго появляются в феврале.

## Этимология
Видовое название S. pandora происходит от греческого слова Pandora (ящик Пандоры), что связано с необычным разнообразием видов рода Stigmella в Андах, очень сходных внешне и различающихся анатомически по гениталиям.